# Слейпнир (газовое месторождение)
Слейпнир — шельфовое нефтегазовое месторождение на континентальном шельфе Норвегии. Открыто в 1974 году. Разработка началась в 1993 году.
Месторождение Слейпнир состоит из 2 структур — Западный и Восточный Слейпнир. Извлекаемые запасы месторождения оцениваются в 250 млн тонн нефти, а запасы природного газ составляют 50 млрд м³. Плотность нефти составляет 0,723 г/см³ или 63,2° API. Содержание серы составляет 0,02 %.
Месторождение Слейпнир разрабатывают с платформы Sleipner A. Оператором месторождения является норвежская нефтяная компания Equinor. Добыча нефти в 2010 году составила 14,9 млн тонн. Добыча природного газа составила 36 млн м³ в день (13,1 млрд м³ в год). Добыча газового конденсата в 2010 году составила 5,1 млн м³.

## Проект по консервации углекислого газа
Особенностью газового месторождения Слейпнир является высокое содержание углекислого газа (до 9 %, в четыре раза выше обычных показателей). Обычные способы отделения CO2 и его выброса в атмосферу привели бы в этом случае к значительным выплатам по налогу, введённому в 1991 в Норвегии на выбросы CO2. Вместо этого компания Equinor закачивает углекислого газа в водоносные горизонты на дне в количестве около миллиона тонн ежегодно.
Это первый коммерческий проект, в котором начали применяться технологии улавливания и хранения углекислого газа. Углекислый газ принудительно закачивается в геологическую структуру, которая называется формация Утсира и представляет собой слой пористого песчаника толщиной 200—250 м. По оценкам, песчаники Утсира способны вместить до 600 миллиардов тонн CO2. К маю 2008 года было закачано 10 миллионов тонн CO2, при этом стоимость закачки составляет 17 долларов за тонну.